# Webanalyse
Webanalyse drejer sig om online markedsføring, websiteoptimering samt at forstå brugeradfærd på nettet.
Webanalyse (eller Web Analytics på engelsk) er et begreb som efterhånden har fået en specifik betydning i forbindelse med, at der opstået en hel branche eller fagdisciplin som beskæftiger sig med emnet. Oprindeligt (i midten af 90'erne) var der tale om en ret afgrænset metode til at måle statistik på websider. Sidenhen er statistikken blevet mere og mere avanceret og efterhånden som man begyndte at forstå, hvad de forskellige tal og tendenser kunne være tegn på, er webanalyse blevet et fast redskab indenfor brugervenlighed, design, Business Intelligence osv. 
Det interessante ved webanalyse er, at man kan observere brugernes adfærd i realtid, hvilket giver helt nye metodiske perspektiver indenfor både marketing og optimering. Dette har også medført at man, indenfor videnskaberne, har kunnet observere mennesker i et "live" miljø hvilket ikke har været muligt for (man altid har været nødsaget til at konstruere kunstige miljøer). Med kombinationen af spørgeskemaer og adfærdssporing (dvs. sporing og indsamling af data om brugerne, – det centrale element i webanalyse) bliver det muligt at forstå sammenhængen mellem demografi, psykografi og præferencer, hvilket giver helt nye perspektiver både i forhold til at optimere websites, men også i forhold til at levere brugergenereret indhold.
Der er mange forskellige definitioner på webanalyse, nogle meget målrettet mod en specifik opgave (fx optimering af websites), andre mere generelle. Som tingene forholder sig i dag, så bliver webanalyse som oftest anvendt med et ret simpelt formål, nemlig at tælle antallet af besøg på et website. Efterhånden som web 2.0 bliver et mere udbredt fænomen vil der dog være gode grunde til at anvende webanalyse som metode til at forstå sociale relationer på et mere generelt niveau samt at undersøge, hvordan forskellige websites bliver brugt i sammenhæng (det man kalder global tracking)
I den internationale webanalyse organisation, Web Analytics Association, har man forsøgt at definere de forskellige begreber og formål med webanalyse. Da organisationen samtidig er en medlemsorganisation indenfor branchen, så er mange af definitionerne dog udtryk for den laveste fællesnævner, hvilket desværre også betyder, at de ofte vil være meget vage samt upræcise i forhold til konkrete værktøjer (software).
Mange større virksomheder og organisationer anvender i dag webanalyse værktøjer. De største på markedet (indenfor middle-end (ME) / high-end (HE), i tilfældig rækkefølge) er: Google Analytics (ME, USA), Omniture (ME/HE, USA), Netminers(HE, DK)), Indextools(ME/HE, USA), Microsoft Gatineau(ME, USA), XiTI(HE, FR), Webtrends(ME/HE, USA) og CoreMetrics(HE, USA). Der er dog samtidig en række low-end værktøjer som fx Statcounter, Gemius, Nielsen osv. Forskellen er, at med high-end værktøjerne bliver det muligt at se samtlige handlinger, brugerne foretager sig på et website, inklusiv feltudfyldelse (korrekt, man kan se om en bruger sletter og genudfylder et felt). Forskellen på de forskellige værktøjer ligger i analysemulighederne og datakvaliteten, og generelt giver HE værktøjerne muligheder for nærmest uendeligt mange forskellige analyser og rapporter. Enkelte værktøjer kan samtidig kombinere trackingdata (dvs. data fra overvågningen) med spørgeskemaer og derved skabe yderst nuancerede profiler for brugerne (som nævnt i ovenstående). 
Markedet for webanalyse software er stadigvæk i stor vækst, og der vil næppe gå mange år, før end man også i Danmark kan se deciderede webanalysestillinger blive opslået (i fx HP USA arbejder der omtrent 40-50 mennesker med webanalyse), og der vil ikke længere være større virksomheder og organisationer, som ikke arbejder seriøst med at analyse deres webdata. 
I forhold til oversættelsen af det engelske web analytics, så ville det måske være mere korrekt at oversætte det med webanalytik. Traditionelt set så betegner analytik en bestemt computeriseret eller databaseret måde at analysere problemer på (Analytics), hvilket også gør sig gældende i forhold til web analytics. Derfor kan det være relevant at skelne mellem web analysis (webanalyse) og web analytics (webanalytik), hvor førstnævnte betegner analysen af websitet som kommunikationsmedium, mens sidstnævnte refererer til et bestemt sæt af værktøjer, der kan anvendes i denne sammenhæng (
se artikel på The Web Analysis Net (Webside ikke længere tilgængelig) eller beskrivelse af webanalyse på Kursus i webanalyse, Københavns Universitet (Webside ikke længere tilgængelig)).